# Jules Desnoyers
Jules Pierre François Stanislaus Desnoyers, född 8 oktober 1800, död 1887, var en fransk geolog och arkeolog.
Jules Desnoyers blev tidigt intresserad av geologi och var en av grundarna av det lärda sällskapet Société géologique de France som grundades 1830. Han blev 1834 bibliotekarie vid Muséum national d'histoire naturelle i Paris. Delar av hans sällsynta boksamling om geovetenskap köptes vid auktion 1885 av United States Geological Survey Library.